# Winterlandschaft (Ruisdael)
Winterlandschaft (niederländisch: Winterlandschap) ist der Titel eines Landschaftsbildes von Jacob Isaacksz. van Ruisdael aus dem Jahr 1665. Es befindet sich heute im Amsterdamer Rijksmuseum und gehört zu den bekanntesten Werken des Malers. Van Ruisdael malte rund 25 Bilder mit winterlichen Szenen.

## Beschreibung
Das Bild ist in der Technik Öl auf Leinwand ausgeführt und hat das Querformat 42 × 49,7 Zentimeter.
In jener Zeit, nach der Selbstständigkeit der Niederlande nach der Besetzung durch Spanien, gab es einen großen Markt für Landschaftsmalerei mit idyllischen Motiven aus allen Ecken des Landes. Ruisdaels Bild zeigt einen zugefrorenen Kanal vor einer dunklen realistisch gemalten Wolkenkulisse, eine Spezialität von Ruisdael. Die aufziehenden Wolken deuten wahrscheinlich einen baldigen Schneeschauer an. Vor dem für den Maler charakteristischen tiefen Horizont seiner Landschaften erhebt sich eine Anhöhe auf der Gebäude stehen. Beherrscht wird die Szenerie von einem hoch aufragenden Lagerhaus. Ausgeführt ist dieses Gebäude als Fachwerkhaus. Ruisdael hat in seinen späteren Jahren ab 1650 Reisen in den Osten des Landes und über Bentheim ins westliche Westfalen unternommen. Dort lernte er den Baustil der Fachwerkhäuser kennen, die er in einigen seiner Bilder seitdem darstellte. Andere Gebäude, wie ein reetgedecktes Wohnhaus und ein Schuppen, scheinen sich vor der dramatischen Wetterszene zu ducken; eine große Scheune am rechten Bildrand überragt hingegen die Dächer. Der aus dem Schornstein des Wohnhauses steigende Rauch weist darauf hin, dass bis jetzt kaum ein Wind weht. Am rechten Bildrand, vor der Scheune, steht eine Baumgruppe, deren kompositorisches Gegengewicht zwei Schiffsmasten mit niederländischer Flagge am linken Bildrand bilden. Auf dem Eis sind fünf Personen zu erkennen, die verschiedenen Tätigkeiten wie vermutlich dem Eisangeln nachgehen. In einer bläulichen Wolkenlücke oberhalb des Bildmittelpunktes sind zwei Vögel zu erkennen. Am rechten Ufer des Gewässers liegen lange Holzstangen, die zum Setzen von Stellnetzen dienen. Die die beiden Ufer verbindende Brücke lässt in ihrer Höhe das Passieren von hochbeladenen Kähnen zu. Einer dieser Kähne liegt fest im Eis am rechten Ufer.
Die teilweise schon romantisch anmutenden Motive einer zwar realistischen, aber auch dramatischen Wolkenkomposition über tiefem Horizont und eines hoch aufragenden Gebäudes oder anderer Landmarken, meist in der rechten Bildhälfte, erscheint bei Ruisdael öfter –  beispielsweise als Windmühle, Kirchturm oder Baumgruppe.

## Provenienz
Das Gemälde kam zunächst nach Noordwijk, ehe es am 3. August 1811 bei einer Auktion in Rotterdam mit der Nr. 38 angeboten wurde. Erster dokumentierter Besitzer war John Rombouts aus Dordrecht. Nach seinem Tod 1850 erbte das Bild sein Neffe, der ebenfalls aus Dordrecht stammende Kunstsammler Leendert Dupper (1799–1870). Durch sein Vermächtnis gelangte es 1870 in den Besitz des Amsterdamer Rijksmuseums, zu dessen Sammlung es seither gehört.

## Ausstellungen (Auswahl)
Das Gemälde wurde auf zahlreichen Ausstellungen gezeigt:
- Le XVIIe siècle européen von Dezember 1956 bis Januar 1957 in Rom.
- 1981, Mauritshuis, im Royal Cabinet of Paintings, in Den Haag
- 1982, Fogg Art Museum in Cambridge,  Massachusetts
- 2005/2006, Holländsk Guldålder – Rembrandt, Frans Hals och deras samtida, Schwedisches Nationalmuseum, Stockholm
- Wintermärchen. Winter-Darstellungen in der europäischen Kunst von Bruegel bis Breuys. 18. Oktober 2011 bis 8. Januar 2012, Kunsthistorisches Museum Wien
- Wintermärchen. Winter-Darstellungen in der europäischen Kunst von Bruegel bis Breuys. 10. Februar bis 29. April 2012 im Kunsthaus Zürich